# Jagdstaffel

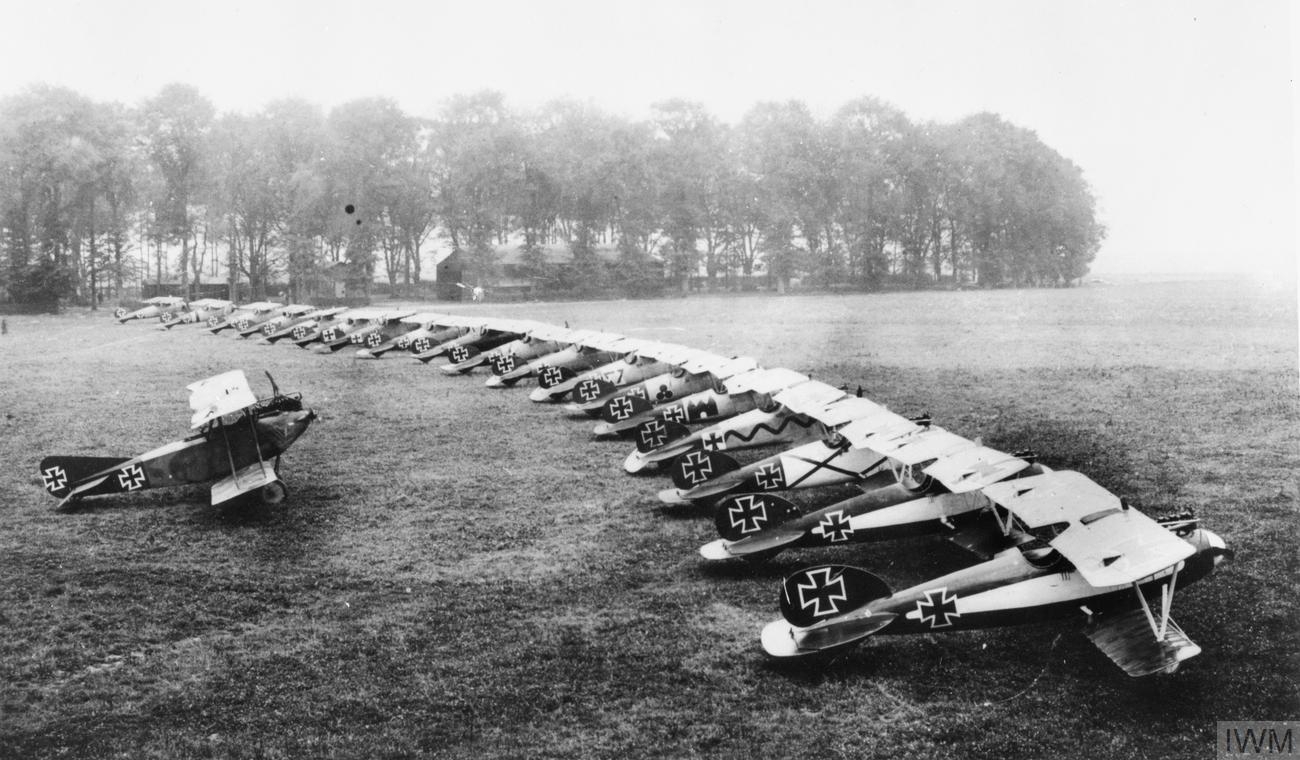
Albatros D.V della Jagdstaffel 12 a Roucourt (Douai), agosto-settembre 1917

La Jagdstaffel (plurale Jadgdstaffeln; spesso abbreviato in Jasta) era una squadriglia (staffel) da caccia della componente aerea del Deutsches Heer, l'esercito dell'Impero tedesco, durante la prima guerra mondiale (1914-1918).

## Storia
Fino ad aprile del 1916, l'aviazione militare tedesca (Die Fliegertruppen des deutschen Kaiserreiches) che esisteva dal 1912, è stata in gran parte organizzata in piccole unità di uso generico (Feldflieger Abteilung), anche se le prime formazioni specializzate soprattutto nei bombardamenti o come unità di supporto cominciarono ad operare durante il 1915. Le Feldflieger Abteilung erano completamente sottoposte al comando dell'esercito a cui erano assegnate.
All'indomani della Battaglia di Verdun, durante la quale i tedeschi persero la supremazia aerea ottenuta precedentemente grazie al cosiddetto flagello dei Fokker, e soprattutto in seguito alla netta superiorità della Royal Flying Corps mostrata durante la Battaglia della Somme, ebbe luogo una completa riorganizzazione dell'aviazione militare tedesca che, pur rimanendo sempre parte integrante dell'esercito tedesco, venne notevolmente ampliata, rinominata in Deutsche Luftstreitkräfte (che riflette una maggiore autonomia) e acquisì un maggior numero e una maggiore varietà di unità specializzate, comprese le prime unità da caccia monoposto: le Jagdstaffeln (letteralmente "squadroni da caccia").
Le Jagdstaffeln, che nascono con lo scopo di avere un'organizzazione dell'aviazione equiparata a quelle del Royal Flying Corps inglese o a quelle dell'Aéronautique Militaire francese, sono state istituite nel mese di aprile del 1916 con l'obiettivo di creare 37 nuove squadriglie da caccia in 12 mesi. Ad Oswald Boelcke, il migliore e il più noto pilota da caccia tedesco del tempo, venne dato l'incarico di organizzare il "prototipo" di queste squadre. I lavori iniziarono nella Jagdstaffel 2 che nel mese di settembre fu dotata del nuovo caccia Albatros D.I e che avrebbe permesso ai tedeschi di ripristinare la sua superiorità aerea per l'anno successivo. Boelcke morì in un incidente aereo il 28 ottobre del 1916, ma le sue tattiche e tecniche vennero documentate e diffuse sotto forma di manuale conosciuto come "Dicta Boelcke". Molti dei piloti della Jagdstaffel 2 addestrati da Boelcke divennero assi dell'aviazione e, tra questi, il più noto è Manfred von Richthofen, il Barone Rosso.
Nel mese di aprile del 1917 le 37 Jagdstaffeln programmate nell'anno precedente entrarono in servizio e stabilirono la superiorità aerea tedesca sul fronte occidentale. Quell'aprile del 1917 fu ricordato con il nome di Bloody April (aprile di sangue), il periodo più disastroso della storia dell'aviazione militare britannica. Questa situazione di superiorità cambiò con l'entrata in servizio di nuovi aerei da caccia alleati, tra cui i più famosi sono l'SE5a, il Sopwith Camel e lo SPAD S.XIII, tutti nettamente superiori ai caccia tedeschi dell'epoca, compreso il famoso Albatros D.V e D.Va. Il principale compito affidato alle Jagdstaffeln era quello di abbattere gli aerei biposto degli alleati inviati in missione di ricognizione o bombardamento della prima linea tedesca. Le incursioni offensive dietro le linee nemiche vennero generalmente evitate.
Grazie ai successi che riportarono molti piloti e assi, le Jagdstaffeln furono considerate vere e proprie unità d'elite. Le varie squadriglie vennero inoltre associate ai diversi regni dell'Impero tedesco. La maggior parte delle Jagdstaffeln (69 squadriglie) vennero considerate unità del Regno di Prussia; le altre vennero associate ai regni di Baviera, di Sassonia e al Württemberg. Alle unità aeree bavaresi, in particolare, vennero assegnati compiti di organizzazione e di rifornimento del proprio esercito e ciò portò ad una inefficienza di queste unità. Per ottenere la superiorità aerea temporanea in una certa regione, vennero create delle unità da combattimento superiori composte da varie Jagdstaffelln, chiamate Jagdgeschwader (stormo da caccia). Queste unità venivano spostate da una regione all'altra del fronte a seconda delle esigenze tattiche. La più famosa di queste unità è stata la Jagdgeschwader 1, composta dalle Jagdstaffeln 4, 6, 10 e 11, guidata da Manfred von Richthofen e che poteva contare sul maneggevole triplano Fokker Dr.I.
Al marzo del 1918 erano presenti 80 Jagdstaffeln nella Luftstreitkräfte e la maggior parte di esse erano equipaggiate, in parte o completamente, con l'Albatros D.V. Poco dopo iniziò, anche se con molto ritardo, la fornitura di nuovi velivoli come il Fokker D.VII, con cui, per la prima volta dalla metà del 1917, si riuscì a ristabilire una certa parità con gli aerei a disposizione dei loro avversari.

## Colorazioni degli aerei

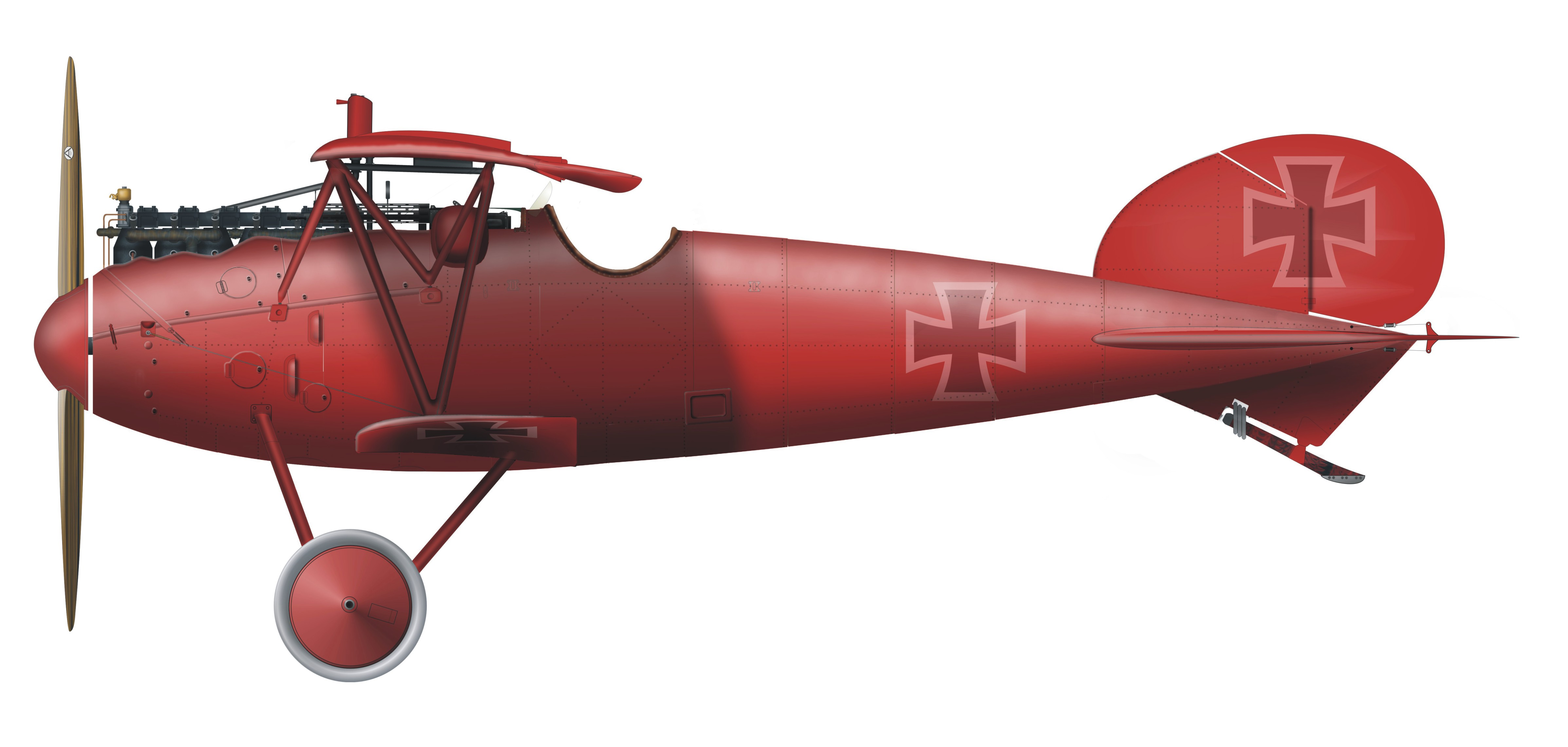
Albatros D.V di Manfred von Richthofen, Jagdstaffel 11.

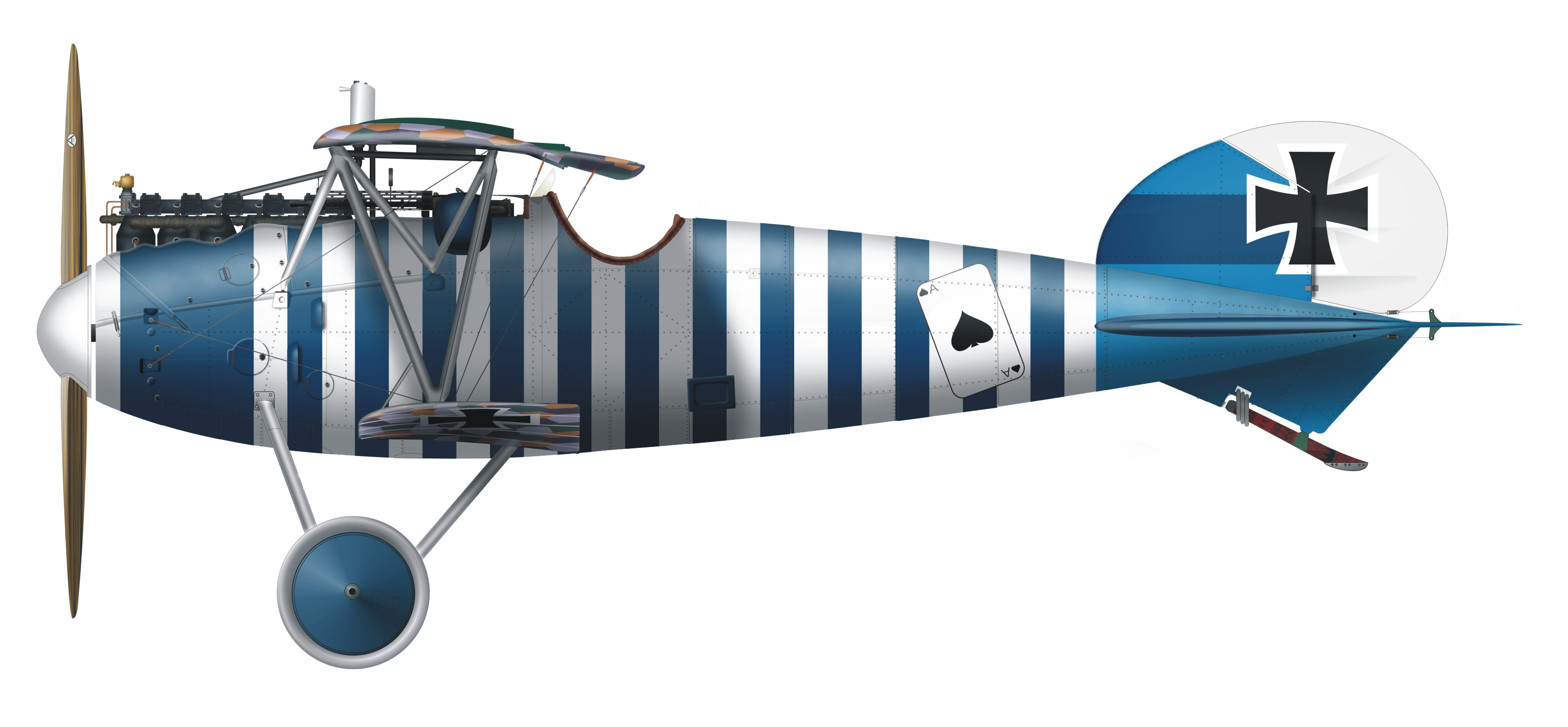
Albatros D.Va di Hans Böhning, Jagdstaffel 79.

Gli aerei destinati all'aviazione tedesca lasciavano la fabbrica con una finitura standard, anche se questo variava a seconda del costruttore. Inizialmente finiti con uno strato di vernice trasparente sia sulle superfici in tessuto che in legno, a partire dal 1916 gli aerei presentavano una finitura in diversi schemi mimetici. Finché gli aerei si limitarono a poche unità, questi volavano con le colorazioni di finitura del fabbricante. Con l'aumentare dei velivoli, nelle varie Jagdstaffeln molti piloti ridipingevano i loro aerei secondo le proprie preferenze personali.
Nel gennaio 1917, quando al comando della Jagdstaffel 11 si insediò Manfred von Richthofen come nuovo comandante, egli scelse di dipingere il suo Albatros tutto di colore rosso. Gli altri componenti della sua squadriglia seguirono l'esempio pitturando almeno una parte dei propri aerei di rosso riservando al loro comandante la peculiarità di avere un aereo tutto dello stesso colore.
Altre squadriglie allo stesso modo adottarono propri colori per le fusoliere insieme a monogrammi o figure personalizzate, anche se le ali venivano lasciate nello schema mimetico con cui uscivano dalla fabbrica. A volte un'intera squadriglia adottava un tema uguale per la maggior parte degli aerei che venivano decorati con colori o motivi similari tra loro. In genere la personalizzazione di ogni singolo pilota sembra essere stata la scelta più preponderante.
Il contrasto tra gli sgargianti colori degli aerei tedeschi e quelli degli aerei della Royal Flying Corps di colore marrone chiaro è stato utile a tutti i soggetti coinvolti per distinguere rapidamente i propri aerei da quelli nemici nel trambusto di un combattimento ravvicinato. Inoltre queste livree colorate potrebbero aver aiutato visivamente l'accreditamento di vittorie aeree rivendicate dai singoli piloti da caccia tedeschi.

## Squadriglie

### Regno di Prussia
| Colori identificativi | Descrizione dei colori                                    | Soprannome                         | Numero         | Data di fondazione | Data di scioglimento |
| --------------------- | --------------------------------------------------------- | ---------------------------------- | -------------- | ------------------ | -------------------- |
|                       | Pinna: Nera; Timone: Bianco.                              |                                    | Jagdstaffel 1  | 22 agosto 1916     | 12 dicembre 1918     |
|                       | Piano di coda: Bianco.                                    | Jasta Boelcke                      | Jagdstaffel 2  | 10 agosto 1916     | 11 novembre 1918     |
|                       |                                                           |                                    | Jagdstaffel 3  | 10 agosto 1916     | 11 novembre 1918     |
|                       |                                                           |                                    | Jagdstaffel 4  | 25 agosto 1916     | 16 novembre 1918     |
|                       | Piano di coda: Verde contornato di rosso.                 | "Greentails" "Green-Tailed Devils" | Jagdstaffel 5  | 21 agosto 1916     | novembre 1918        |
|                       | Piano di coda: Bianco con 2 strisce nere longitudinali.   |                                    | Jagdstaffel 6  | 25 agosto 1916     | 11 novembre 1918     |
|                       | Fusoliera e piano di coda: Nero; Timone: Bianco           |                                    | Jagdstaffel 7  | 23 agosto 1916     | 18 novembre 1918     |
|                       |                                                           |                                    | Jagdstaffel 8  | 10 settembre 1916  | 3 dicembre 1918      |
|                       |                                                           |                                    | Jagdstaffel 9  | 1º giugno 1916     | 15 gennaio 1919      |
|                       | Muso: Giallo.                                             | Jagdstaffel Linck                  | Jagdstaffel 10 | 21 settembre 1916  | 11 novembre 1918     |
|                       |                                                           |                                    | Jagdstaffel 11 | 28 settembre 1916  | 16 novembre 1918     |
|                       |                                                           |                                    | Jagdstaffel 12 | 6 ottobre 1916     | 11 novembre 1918     |
|                       |                                                           |                                    | Jagdstaffel 13 | 16 settembre 1916  | novembre 1918        |
|                       | Fusoliera: Striscia longitudinale nera e bianca sui lati. |                                    | Jagdstaffel 14 | 28 settembre 1916  | novembre 1918        |
|                       | Fusoliera: Blu prussiano; Muso: Rosso; Timone: Bianco.    |                                    | Jagdstaffel 15 | 28 settembre 1916  | novembre 1918        |
|                       |                                                           |                                    | Jagdstaffel 17 | 23 ottobre 1916    | 7 dicembre 1918      |
|                       |                                                           |                                    | Jagdstaffel 18 | 30 ottobre 1916    | novembre 1918        |
|                       | Timone: Verde scuro.                                      |                                    | Jagdstaffel 19 | 25 ottobre 1916    | 11 novembre 1918     |
|                       |                                                           |                                    | Jagdstaffel 20 | 25 ottobre 1916    | 11 novembre 1918     |
|                       |                                                           |                                    | Jagdstaffel 25 | 28 novembre 1916   | 11 novembre 1918     |
|                       |                                                           |                                    | Jagdstaffel 26 | 14 dicembre 1916   | 3 dicembre 1918      |
|                       |                                                           |                                    | Jagdstaffel 27 | 5 febbraio 1917    | 11 novembre 1918     |
|                       |                                                           |                                    | Jagdstaffel 29 | 28 dicembre 1916   | 11 novembre 1918     |
|                       |                                                           |                                    | Jagdstaffel 30 | 14 dicembre 1916   | 11 novembre 1918     |
|                       |                                                           |                                    | Jagdstaffel 31 | 14 dicembre 1916   | 12 dicembre 1918     |
|                       |                                                           |                                    | Jagdstaffel 33 | 14 dicembre 1916   | dicembre 1918        |
|                       |                                                           |                                    | Jagdstaffel 36 | 11 gennaio 1917    | 11 novembre 1918     |
|                       |                                                           |                                    | Jagdstaffel 37 | 10 gennaio 1917    | 11 novembre 1918     |
|                       |                                                           |                                    | Jagdstaffel 38 | 30 giugno 1917     | 11 novembre 1918     |
|                       |                                                           |                                    | Jagdstaffel 39 | 30 giugno 1917     | 11 novembre 1918     |
|                       |                                                           |                                    | Jagdstaffel 41 | 18 giugno 1917     | 11 novembre 1918     |
|                       |                                                           |                                    | Jagdstaffel 42 | settembre 1917     | 11 novembre 1918     |
|                       |                                                           |                                    | Jagdstaffel 43 | 6 dicembre 1917    | 11 novembre 1918     |
|                       |                                                           |                                    | Jagdstaffel 45 | 11 dicembre 1917   | 11 novembre 1918     |
|                       |                                                           |                                    | Jagdstaffel 46 | 11 dicembre 1917   | 11 novembre 1918     |
|                       |                                                           |                                    | Jagdstaffel 48 | 16 dicembre 1916   | 11 novembre 1918     |
|                       |                                                           |                                    | Jagdstaffel 49 | 23 dicembre 1917   | 11 novembre 1918     |
|                       |                                                           |                                    | Jagdstaffel 50 | 23 dicembre 1917   | 17 gennaio 1919      |
|                       |                                                           |                                    | Jagdstaffel 51 | 27 dicembre 1917   | 11 novembre 1918     |
|                       |                                                           |                                    | Jagdstaffel 52 | 27 dicembre 1917   | 11 novembre 1918     |
|                       |                                                           |                                    | Jagdstaffel 53 | 27 dicembre 1917   | 11 novembre 1918     |
|                       |                                                           |                                    | Jagdstaffel 55 | 1 gennaio 1918     | 11 novembre 1918     |
|                       |                                                           |                                    | Jagdstaffel 56 | 1 gennaio 1918     | 11 novembre 1918     |
|                       |                                                           |                                    | Jagdstaffel 57 | 6 gennaio 1918     | 11 novembre 1918     |
|                       |                                                           |                                    | Jagdstaffel 58 | 6 gennaio 1918     | 11 novembre 1918     |
|                       |                                                           |                                    | Jagdstaffel 59 | 6 gennaio 1918     | 11 novembre 1918     |
|                       |                                                           |                                    | Jagdstaffel 60 | 11 gennaio 1918    | 11 novembre 1918     |
|                       |                                                           |                                    | Jagdstaffel 61 | 11 gennaio 1918    | 11 novembre 1918     |
|                       |                                                           |                                    | Jagdstaffel 62 | 16 gennaio 1918    | 11 novembre 1918     |
|                       |                                                           |                                    | Jagdstaffel 63 | 16 gennaio 1918    | 11 novembre 1918     |
|                       |                                                           |                                    | Jagdstaffel 65 | 23 gennaio 1918    | 11 novembre 1918     |
|                       |                                                           |                                    | Jagdstaffel 66 | 27 gennaio 1918    | 11 novembre 1918     |
|                       |                                                           |                                    | Jagdstaffel 67 | 27 gennaio 1918    | 11 novembre 1918     |
|                       |                                                           |                                    | Jagdstaffel 68 | 1 febbraio 1918    | 6 dicembre 1918      |
|                       |                                                           |                                    | Jagdstaffel 69 | 1 febbraio 1918    | 11 novembre 1918     |
|                       |                                                           |                                    | Jagdstaffel 70 | 6 febbraio 1918    | 6 dicembre 1918      |
|                       |                                                           |                                    | Jagdstaffel 71 | 6 febbraio 1918    | 11 novembre 1918     |
|                       |                                                           |                                    | Jagdstaffel 73 | 11 febbraio 1918   | 11 novembre 1918     |
|                       |                                                           |                                    | Jagdstaffel 74 | 16 febbraio 1918   | 11 novembre 1918     |
|                       |                                                           |                                    | Jagdstaffel 75 | 16 febbraio 1918   | 11 novembre 1918     |
|                       |                                                           |                                    | Jagdstaffel 81 | 30 maggio 1918     | 11 novembre 1918     |
|                       | Mai entrata in servizio.                                  |                                    | Jagdstaffel 82 | 28/29 ottobre 1918 | 11 novembre 1918     |
|                       | Mai entrata in servizio.                                  |                                    | Jagdstaffel 83 | 28/29 ottobre 1918 | 11 novembre 1918     |
|                       | Mai entrata in servizio.                                  |                                    | Jagdstaffel 85 | 28/29 ottobre 1918 | 11 novembre 1918     |
|                       | Mai entrata in servizio.                                  |                                    | Jagdstaffel 86 | 28/29 ottobre 1918 | 11 novembre 1918     |
|                       | Mai entrata in servizio.                                  |                                    | Jagdstaffel 87 | 28/29 ottobre 1918 | 11 novembre 1918     |
|                       | Mai entrata in servizio.                                  |                                    | Jagdstaffel 88 | 3 novembre 1918    | 11 novembre 1918     |
|                       | Mai entrata in servizio.                                  |                                    | Jagdstaffel 89 | 28/29 ottobre 1918 | 11 novembre 1918     |
|                       | Mai entrata in servizio.                                  |                                    | Jagdstaffel 90 | 28/29 ottobre 1918 | 11 novembre 1918     |